# Iglesia de San Juan (Perpiñán)

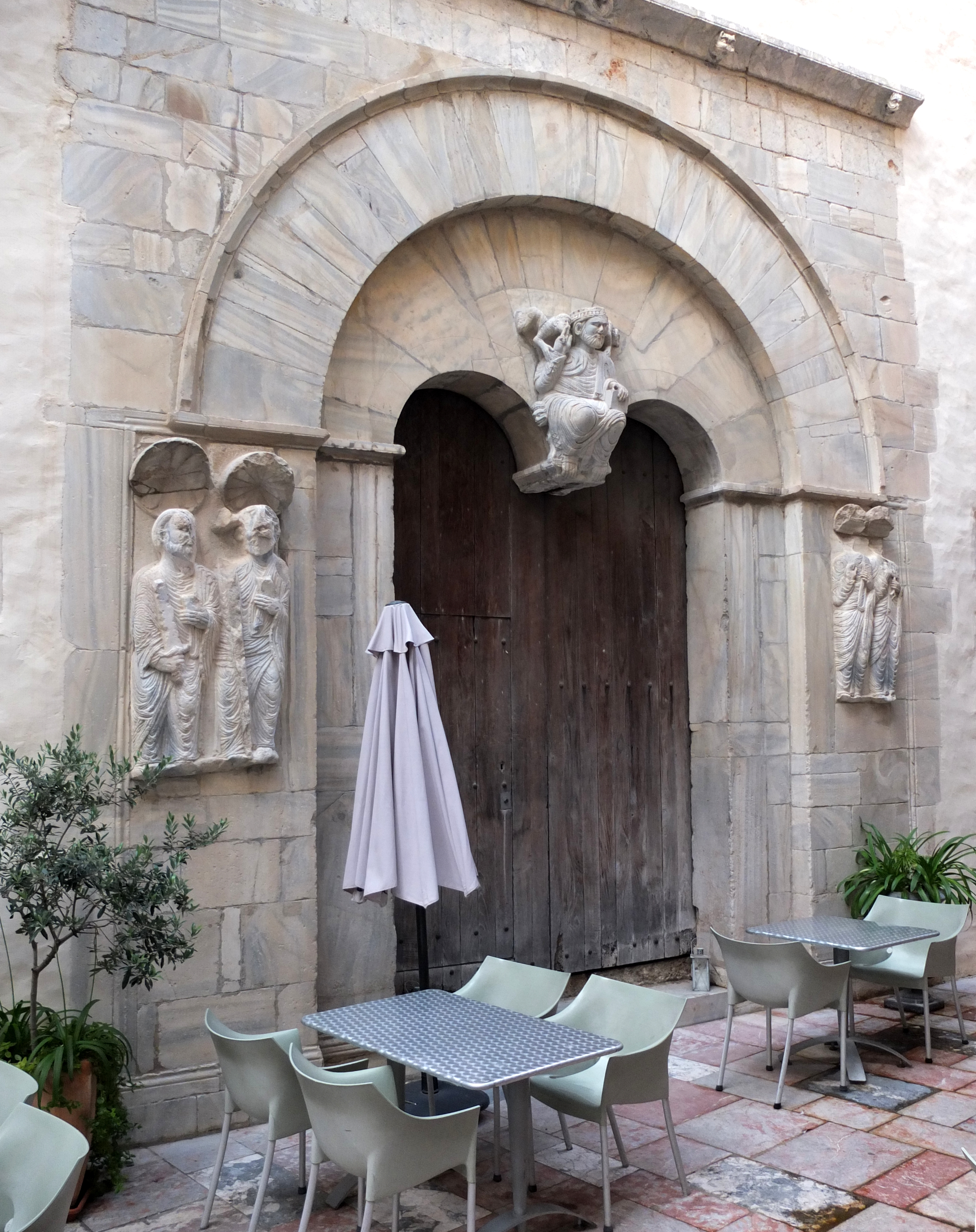
Portada de Ramón de Bianya

La Iglesia de San Juan de Perpiñán o bien Iglesia de San Juan el viejo de Perpiñán (en francés: Église Saint-Jean le Vieux de Perpignan) es una iglesia románica, ahora parcialmente abandonado, ubicada en Perpiñán, en el departamento de los Pirineos Orientales al sur de Francia. El antiguo edificio, que fue suplantado en el siglo XIV por un edificio nuevo y vasto de estilo gótico meridional, se convirtió en 1602 en la Catedral de San Juan Bautista de la diócesis de Perpiñán - Elne. El edificio románico de la catedral gótica la flanquea al sur y se ha conservado.
Su restauración se llevó a cabo a partir de 1970 con el desmantelamiento de la planta, seguido de las excavaciones en la década de 1980.